# Helius (Helius) schildi
Helius (Helius) schildi is een tweevleugelige uit de familie steltmuggen (Limoniidae). De soort komt voor in het Neotropisch gebied.